# Franco Zecchin
Franco Zecchin (Milano, 1953) è un fotografo e fotoreporter italiano.

## Biografia
Nato a Milano nel 1953, nel 1975 si trasferisce a Palermo dove incontra Letizia Battaglia, assieme alla quale crea l'agenzia "Informazione fotografica", frequentata tra gli altri da Josef Koudelka e Ferdinando Scianna.
Nel 1980 è tra i fondatori del Centro di Documentazione "Giuseppe Impastato".
Nel 1988 diventa membro “nominé” dell'agenzia Magnum.
Attualmente vive e lavora a Marsiglia.
Le sue foto fanno parte delle collezioni dell'International Museum of Photography di Rochester, del MOMA di New York e della Maison européenne de la photographie a Parigi.

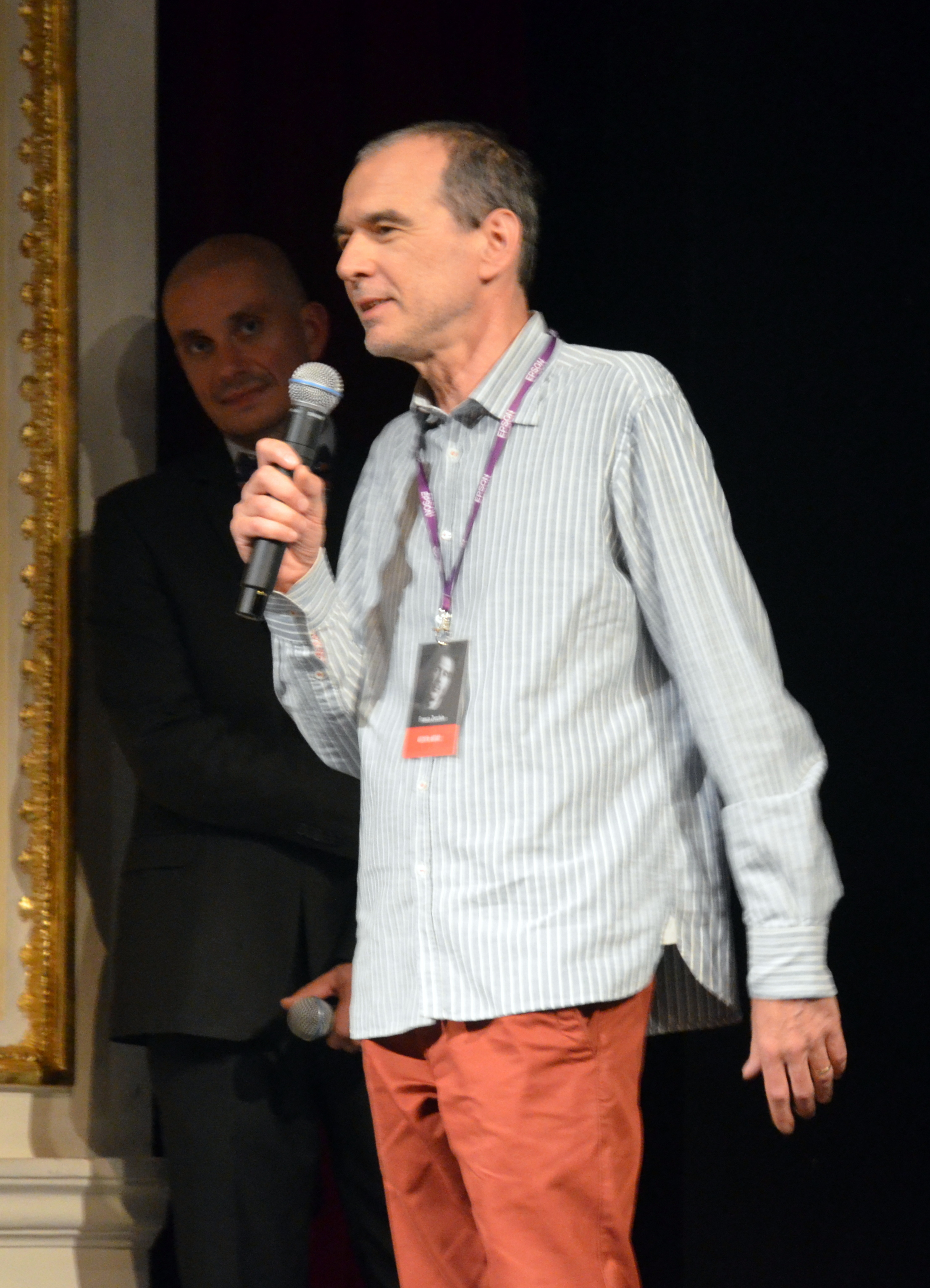
Franco Zecchin, Foto Art Festival di Bielsko-Biała (2015)

## Premi
- 1988 : Premio Internazionale di Giornalismo « Città di Trento ».
- 2000 : Humanity Photo Award, Pechino.
- 2024 : Premio fotografico Werner Bischof[2]

## Pubblicazioni
- 1998 : Chroniques Siciliennes, con Letizia Battaglia, testo di Marcelle Padovani, Centre National de la Photographie, Paris, Actes Sud, Arles ISBN 9782867540530.
- 1993 : The Heart of Sicily: Recipes and Reminiscences of Regaleali A Country Estate, con Anna Tasca Lanza, Clarkson Potter, Danvers, MA ISBN 9780304345694.
- 1998 : Nomades, con la collaborazione di Pierre Bonte e Henri Guillaume, Éditions de la Martinière, Paris ISBN 9782732424217.
- 2005 : Cavalieri della Mongolia, Soter Editrice, Villanova Monteleone ISBN 978-8888915135.
- 2006 : Dovere di Cronaca, con Letizia Battaglia, Peliti Associati, Rome ISBN 9788889412268.
- 2015 : Fotografare in silenzio, fotografare il silenzio, in Francesca Sbardella, Abitare il silenzio. Un’antropologa in clausura, Viella, Rome.
- 2016 : Aesthetics as critique – A photographic inquiry into the Mafia, in Arundhati Virmani (dir.), Political Aesthetics. Culture, Critique and the Everyday, Routledge, New York.
- 2019 : Continent Sicile, Postcart, Roma – Contrejour, Biarritz.